# Umberto Guidoni
Umberto Guidoni (Roma, 18 de agosto de 1954) foi um astronauta italiano, veterano de duas missões do ônibus espacial e mais tarde um político em seu país, membro do Partido dos Comunistas Italianos, um dos partidos comunistas da Itália.
Guidoni fez doutorado em Astrofísica em 1978 e trabalhou na Agência Espacial Italiana e na Agência Espacial Europeia (ESA), onde desenvolveu um dos seus projetos de pesquisa, um sistema 'theter' de satélites, em que dois ou mais deles ficam conectados no espaço através de finos cabos e que foi parte da carga levada ao espaço pela missão STS-46 do ônibus espacial.

## Astronauta e político

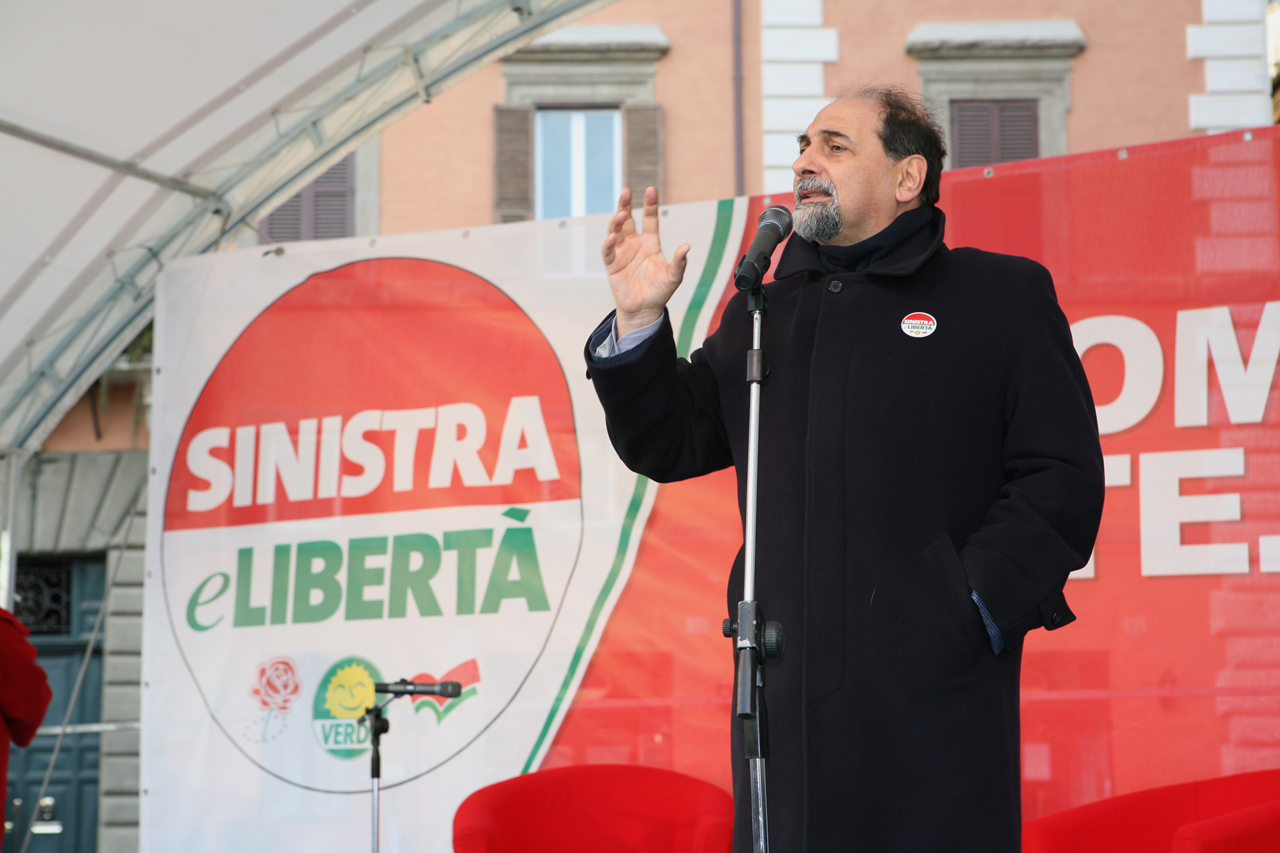
Umberto Guidoni (Sinistra e Libertà)

Ele treinou como especialista de carga substituto para esta missão e foi ao espaço pela primeira vez em 1996, na STS-75 Columbia que incluiu outro teste deste tipo de sistema de satélites. Seu segundo voo ao espaço aconteceu em 2001, a bordo da Endeavour, na missão STS-100, que instalou o braço robótico canadense na ISS e que o tornou o primeiro europeu a visitar a Estação Espacial Internacional.
Retirando-se do corpo de astronautas da ESA em 2004, entrou para a política italiana e foi eleito para o Parlamento Europeu em junho daquele ano, onde ocupa uma cadeira nos setores de esquerda.